# Arakawa (fiume)
L'Arakawa  (荒川, Ara-kawa, lett. Fiume Ara) è uno dei principali fiumi del Giappone. Scorre attraverso la città di Tokyo. Nasce sul Monte Kobushi ed è lungo 173 km. Il bacino idrografico è di 2.940 km².
L'Arakawa è stato gemellato con il fiume Potomac negli Stati Uniti.